# Lycenchelys micropora
Lycenchelys micropora és una espècie de peix de la família dels zoàrcids i de l'ordre dels perciformes.

## Hàbitat
És un peix marí i d'aigües profundes que viu entre 2.377-3.512 m de fondària.

## Distribució geogràfica
Es troba al Pacífic nord: el Mar de Bering.

## Observacions
És inofensiu per als humans.